# Heather Hogan
Heather Hogan (10 ottobre 1985) è una doppiatrice e attrice statunitense, nota per i suoi lavori in film come Alla ricerca della valle incantata e nel videogiochi The World Ends with You e in Kingdom Hearts 3D: Dream Drop Distance.